# Harta (película)
Harta (en inglés, Straw) es una película estadounidense de 2025, de drama psicológico y sobre crimen, escrita, producida y dirigida por Tyler Perry, siendo también productores Angi Bones y Tony Strickland para Netflix.
Está protagonizada por Taraji P. Henson, Sherri Shepherd y Teyana Taylor. Estrenó en Netflix el 6 de junio de 2025.

## Sinopsis
Janiyah Wiltkinson es una madre soltera que vive en un apartamento deteriorado con su hija Aria, quien suele estar enferma. Una mañana, Aria le dice a Janiyah que su maestra le dijo que no podía pagarle el almuerzo. Janiyah está molesta, pero se concentra en ir a trabajar. 
Al salir, su propietaria la amenaza con desalojarla a menos que pague el alquiler antes de las 10:00 a. m. Después de dejar a Aria en la escuela, Janiyah va a su trabajo como cajera en un supermercado. Allí, un cliente le arroja una botella después de que ella se niega a aceptarle una tarjeta de ayuda social que no cubre los artículos que intentaba comprar. Su jefe, lejos ser comprensivo, la obliga a limpiar. 
Mientras está en la trastienda, Janiyah recibe una llamada de la escuela informándole que Aria tiene lesiones. Janiyah intenta explicarle que son producto de una convulsión que su hija sufrió en la bañera, pero la persona del otro lado del teléfono le dice que tiene que presentarse en la escuela. Janiyah le ruega a su jefe permiso para ausentarse; éste la deja, exigiéndole que regrese en 30 minutos. También le pide a su jefe el cheque del salario que le corresponde por ser día de paga, pero su jefe se niega. Janiyah corre entonces a un banco al otro lado de la calle, para sacar dinero para el almuerzo de su hija, pero la fila es larga. En la escuela, se confronta con la directora y con empleados del gobierno, quienes se llevan a Aria a pesar de las súplicas de su madre, por creer que está siendo mal cuidada.
Manejando bajo la lluvia de regreso al trabajo, accidentalmente le corta el paso a un vehículo, el cual para desquitarse la choca haciendo que Janiyah pierda el control y quede detenida en medio de la carretera. Al llegar una oficial de policía, esta ignora la versión de Janiyah y le incauta el coche por tener la documentación caducada. El otro conductor es un compañero policía y amenaza a Janiyah con "encontrar una forma legal de matarla". Al regresar a su trabajo, empapada y retrasada, su jefe la despide y se niega de nuevo a pagarle el sueldo. De vuelta a casa, descubre que la han desalojado y que han tirado sus pertenencias a la calle, de las cuales recoge la mochila transparente de su hija, que contiene un proyecto escolar y los medicamentos de Aria.
Janiyah regresa al supermercado para confrontar a su jefe y exigir su cheque. Allí, dos ladrones armados irrumpen, uno de los cuales le exige la mochila para meter el dinero, pero Janiyah se resiste para no perder los medicamentos. En medio del forcejeo con el ladrón, Janiyah le agarra el arma y le dispara, el otro ladrón huye. Su jefe la acusa de orquestar el robo, pues uno de los ladrones la llamó por su nombre. Este en realidad había leído la placa con el nombre en el uniforme de Janiyah. El jefe llama a las autoridades para decir que su exempleada planeó un asalto. Presa del pánico, Janiyah le dispara mortalmente y se va con su cheque.
De vuelta en el mismo banco, la cajera, Tessa, se niega a cobrar el cheque, pues Janiyah perdió su identificación en el asalto. Desesperada, Janiyah saca la pistola. La cajera se asusta y le dice que hará lo que pide, pero activa la alarma silenciosa. La gerente del banco, Nicole, recibe una llamada en su oficina de agentes de seguridad, para que brinde información sobre la situación. Nicole reconoce a Janiyah, y al ver la mochila con el proyecto escolar lo confunde con una bomba. La gerente cierra el banco e intenta sacar a los clientes que hacen fila, pero estos se niegan a irse, por lo cual terminan siendo rehenes. Nicole intenta calmar a Janiyah. 
Los detectives Raymond y Grimes, que ya investigan el incidente del supermercado, son notificados del robo. El banco es rodeado por la Policía. Janiyah reconoce por las noticias a los oficiales que la increparon. Raymond, exnegociadora del Ejército, habla con Janiyah por teléfono. Ambas empiezan a forjar una buena relación. Mientras tanto, Tessa empieza a transmitir en vivo desde su celular. Janiyah, desolada, le cuenta a Raymond todo lo que ha tenido que pasar, lo cual despierta la simpatía de la gente que ve la transmisión. Después que Janiyah cuelga, la policía interrumpe la transmisión. Afuera del banco, simpatizantes de Janiyah se reúnen para mostrar su apoyo. 
Janiyah ha dejado en claro que no saldrá mientras el oficial que la amenazó esté afuera. Raymond encuentra al oficial y lo detiene. Tessa dice que debe ir al baño, donde escribe un mensaje en la ventana para revelar a los gentes afuera que no hay ninguna bomba. Janiyah está esperando la confirmación de que el policía que la atormentó ha sido detenido, lo que finalmente ocurre cuando Raymond se acerca a la puerta del banco para mostrar la foto a Janiyah, la cual libera a los rehenes, pero Nicole decide quedarse.
Janiyah recibe una llamada de su madre, quien se encuentra con agentes de seguridad. Su madre le recuerda que Aria murió la noche anterior durante una convulsión. Un flashback revela que durante el día la presencia de Aria fue una alucinación de Janiyah, y que la llamada de la escuela y el despojo de su hija por parte del gobierno nunca ocurrieron. Janiyah se entrega pacíficamente a la detective Raymond, con Nicole a su lado, y es llevada detenida en un carro policial.

## Reparto
- Taraji P. Henson como Janiyah Wiltkinson.
- Sherri Shepherd como la gerente del banco Nicole.
- Teyana Taylor como la detective Kay Raymond.
- Sinbad como Benny.
- Rockmond Dunbar como el jefe Wilson.
- Ashley Versher como la cajera Tessa George.
- Mike Merrill como el detective Grimes.
- Glynn Turman como Richard.
- Anthony E. Williams como el oficial Dickson.
- Tilky Jones como el oficial Oliver.

## Recepción
En el agregador de críticas, Rotten Tomatoes, el 52 % de las 21 reseñas de los críticos son positivas, con una calificación promedio de 5.1 y una aprobación del 71 % por parte del público. Metacritic, que utiliza un promedio ponderado, le asignó a la película una puntuación de 56 sobre 100, basada en 7 críticas, lo que indica reseñas "mixtas o promedio". Mientras que los usuarios le dieron una calificación de 5.7 de 10.